# 夸尔坦戈
夸尔坦戈（西班牙語：Cuartango）是西班牙巴斯克自治区阿拉瓦省的一个市镇。总面积84km²，总人口370人（2001年），人口密度4人/km²。